# Castelvecchio di Rocca Barbena
Castelvecchio di Rocca Barbena är en ort och kommun i provinsen Savona i regionen Ligurien i Italien. Kommunen hade 146 invånare (2018).